# J. Anton Pestalozzi
Johann Anton Pestalozzi-Bürkli (1871 - 1937) fue un naturalista y botánico suizo.

## Algunas publicaciones
- 1898. Die Gattung Boscia Lam. Mitteilungen aus dem Botanischen Museum der Universität Zürich. 152 pp.

## Honores

### Epónimos
Especies
- (Capparaceae) Boscia pestalozziana Gilg[1]